# Mathias Schmid
Pour les articles homonymes, voir Schmid.
Mathias Schmid, né le 14 novembre 1835 à See (Autriche) et mort le 22 janvier 1923 à Munich, est un peintre autrichien, spécialiste de scènes de genre paysannes du Tyrol.

## Biographie
Mathias Schmid se rend à Munich en 1853, où il fréquente l'académie des beaux-arts. Il y reste jusqu'en 1856 et se consacre à la peinture religieuse.
Lorsqu'il retourne à Munich en 1869, il parvient à étudier auprès du célèbre Carl von Piloty, ce qui lui permet d'étendre son talent et de s'essayer à la peinture de genre. Il est impressionné par le style de Franz Defregger et se consacre à décrire la vie des paysans du Tyrol, dont il se fait le peintre délicat.
Schmid obtient le titre de professeur royal de la part de la cour de Bavière.

## Illustrations

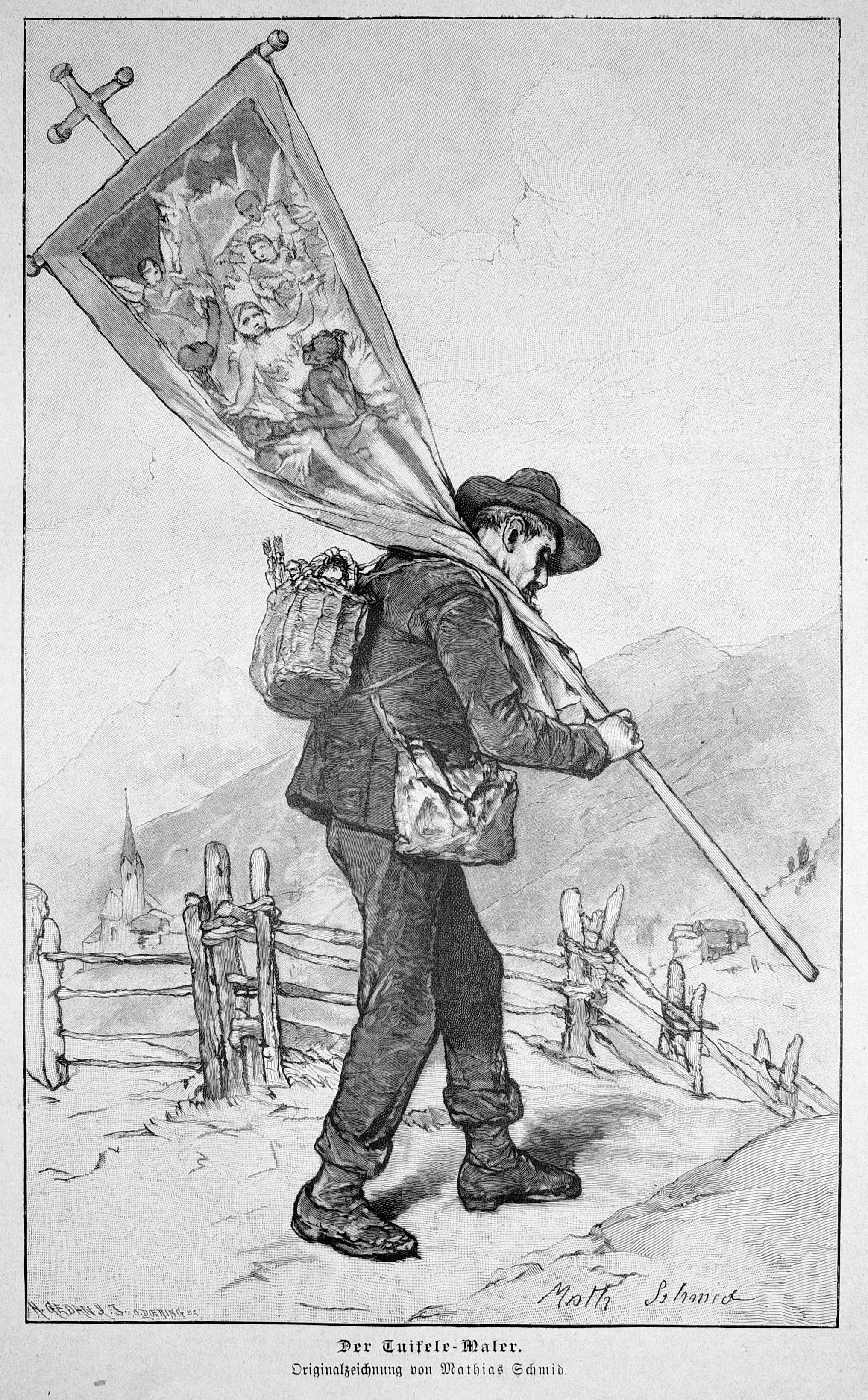
Paysan tyrolien avec une bannière de procession, gravure d'après une œuvre originale de Schmid (1887), parue dans Die Gartenlaube
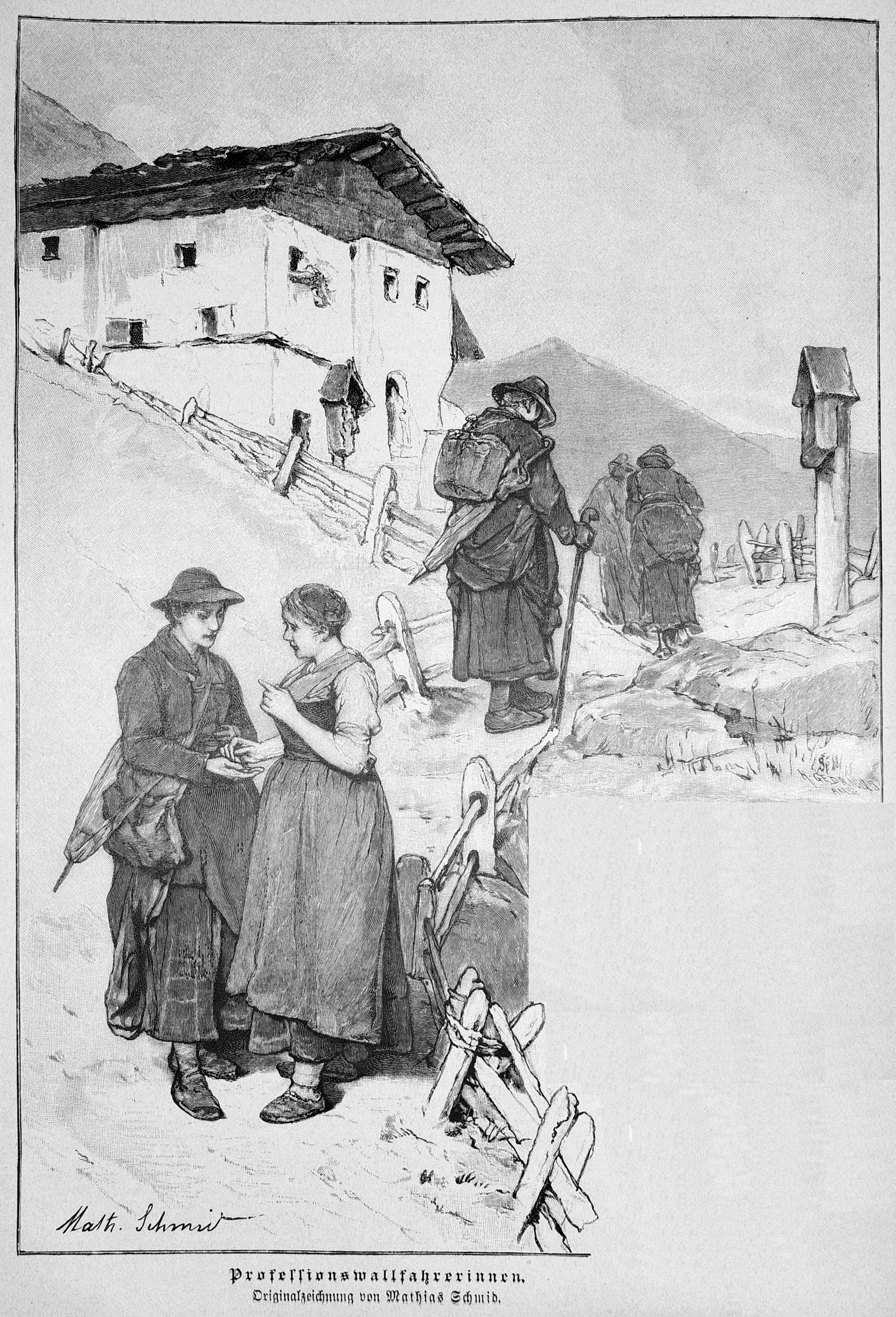
Villageoises tyroliennes se rendant à la procession, gravure d'après une œuvre originale de Mathias Schmid, parue dans Die Gartenlaube
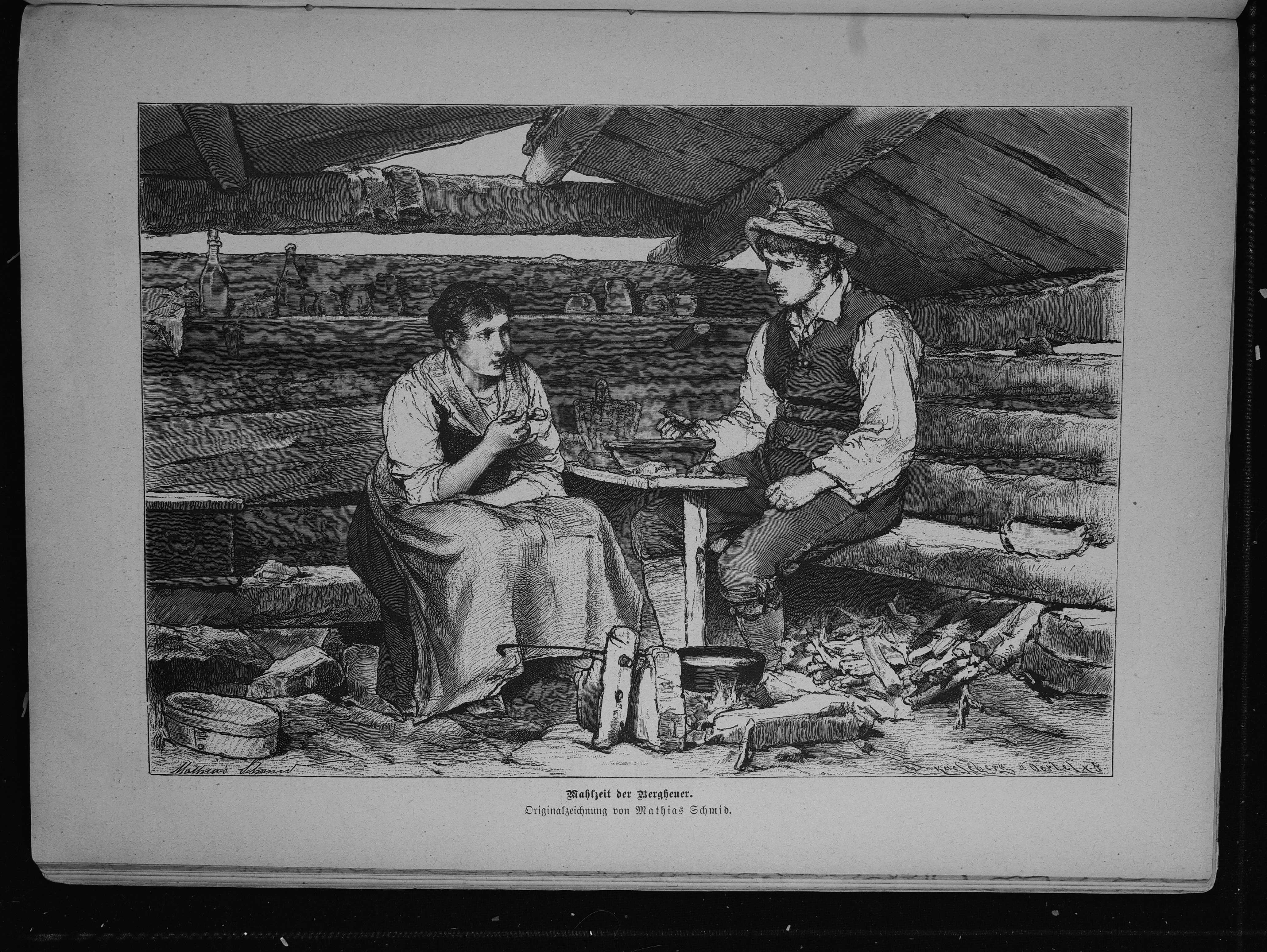
Repas à l'alpage, gravure d'après une œuvre originale de Mathias Schmid, parue dans Die Gartenlaube

## Source
- (de) Cet article est partiellement ou en totalité issu de l’article de Wikipédia en allemand intitulé « Mathias Schmid » (voir la liste des auteurs).